# عمل (ریاضیات)

عمل‌های ابتدایی ریاضی: جمع، تفریق، ضرب، تقسیم

در ریاضیات، عمل (به انگلیسی: operation) یک محاسبه با استفاده از صفر یا تعداد بیشتری مقادیر ورودی (که عملوند خوانده می‌شوند) است که یک مقداری را خروجی می‌دهند. معمول‌ترین عمل‌های مطالعه شده عمل‌های دوتایی مانند جمع و ضرب هستند.